# Ecnomiini
Ecnomiini (лат.) — триба перепончатокрылых насекомых из подсемейства Euphorinae семейства браконид (Braconidae).

## Описание
Мелкие наездники-бракониды. Нижнечелюстные щупики 5-члениковые, нижнегубные щупики состоят из 3 сегментов. Первый брюшной тергит стебельчатый. Яйцеклад длинный и узкий, коготки лапок простые. Маргинальная ячейка переднего крыла варьирует в размере, жилка r длинная и почти такой же длины как и жилка m-cu, жилка 2M склеротизированная (но в различной степени), жилка (RS + M)b короче жилки r, жилка m-cu короче жилки 2RS.

## Экология
Хозяева, на которых паразитируют представители Ecnomiini, остаются неизвестными.

## Систематика
Род Ecnomios первоначально (Mason, 1979) был включён в подсемейство Orgilinae. Позднее (Park & van Achterberg, 1994) его выделили в отдельное подсемейство Ecnomiinae. В 2002 году род включили в подсемейство Euphorinae (см.: Belshaw & Quicke (2002), Sharanowski et al., 2011).
В трибу включают 2 рода:
- Ecnomios Mason, 1979 — Папуа — Новая Гвинея, Китай[4][5][6]
- Korecnomios Park & van Achterberg, 1994 — Корея[7]